# Össztűz (Transformers)
Össztűz vagy más néven Lőmester a Transformers univerzum egyik szereplője. Első megjelenése a G1 képregény Olvasztótégely című részében volt. Másodlagos alakja egy kazettás rádiómagnó.

## Története
Össztűz egyike volt a még a Kibertron bolygón harcoló maradék autobotoknak. Észlelővel, Tajtékkal, Motorszárnnyal, Kozmosszal, Hadiösvénnyel és Guberálóval együtt harcoltak az álcák ellen. Megpróbálták megsemmisíteni a még épülő Űrhidat, de kudarcot vallottak és a Földre kerültek. Itt fogságba ejtette őket az Áramkörszaggató által vezetett földi robot-ellenes csapat. Később kiszabadulnak és csatlakoztak a többi autobothoz.
Űrdongóval egy különálló kis csapatot alkottak, majd ártalmatlanná tették a Szerelő nevű embert. Miután Optimusz meghalt és Mogorva átvette a parancsnokságot, a védőrobotok üldözőbe vették. Az álca Bruticus elleni harc során az autobotok végül futni hagyták, majd a Kilövő nevű álcával és négy gyerekkel a világűrbe utazott egy rövid Föld körüli útra. Mogorva elfogta őket.
Később az autobotok őt választották új fővezérré, de Mogorva ezt nem fogatta el, ezért a Holdon egy párbajra hívta. Eközben rajtuk ütöttek az álcák és együtt harcoltak az ellenség ellen.
Miután Optimusz visszatért, a fővezér megbízásával Jesse-vel az álca üdülőszigetre utazott, hogy kiderítse, miben mesterkedik az ellenség.
Az Üstökös elleni harc során súlyosan megsérül, ezután már csak ritkán szerepel, pl. Racsni egyik rémálmában. Mogorva több társával együtt őt is felélesztette a nukleonnal, így Unikron ellen is harcolt.
Ő volt az utolsó autobotok egyike, aki túlélte a képregény-sorozat végén lévő végső összecsapást az álcákkal, majd az Utolsó Autobot segítségével megfordította a csata kimenetelét.

## Képességei
Másodlagos alakja egy kazettás magnó. Minden elképzelhető frekvencián képes fogni a bejövő rádióhullámokat: még akkor is, ha az adás erőssége nem több, mint a watt egymilliomod része. ő maga 6000 kilométer távolságba tudja küldeni a rádiójeleket, így ő az autobotok legjobb kommunikációs összekötő tisztje.
Robot-üzemmódban elektro-löveget hord, mely erős elektromágneses hullámokat bocsát ki, s még a legjobb elektromos védelemmel ellátott áramköröket is össze tudja zavarni.